# Speedway-SM 2011
Speedway-SM 2011 hölls den 17 september 2011 på G&B Arena utanför Målilla. Tävlingen slutade med att Andreas Jonsson blev svensk mästare för tredje gången i rad och sjätte gången totalt.
| Placering | Förare            | Poäng               |
| --------- | ----------------- | ------------------- |
| 1         | Andreas Jonsson   | (3,3,3,1,3) 13+3    |
| 2         | Fredrik Lindgren  | (3,3,F,2,3) 11+2    |
| 3         | Antonio Lindbäck  | (TT,3,3,2,2) 10+3+1 |
| 4         | Jonas Davidsson   | (3,3,2,3,1) 12+0    |
| 5         | Thomas H Jonasson | (2,2,2,1,2) 9+2     |
| 6         | Peter Karlsson    | (3,1,3,3,0) 10+1    |
| 7         | Linus Sundström   | (2,1,3,0,3) 9+0     |
| 8         | Sebastian Aldén   | (1,2,1,3,FX) 7      |
| 9         | Kim Nilsson       | (2,0,1,3,0) 6       |
| 10        | Daniel Nermark    | (2,2,2,R,0) 6       |